# Консольна гребля
Консо́льна гре́бля (англ. cantilever-type dam) або заа́нкерена гре́бля — сталева або бетонна масивна гребля, стійкість якої проти зусиль зсуву (горизонтального тиску води, криги тощо) значною мірою забезпечується консольним закріпленням її в ґрунті основи.
На скельній основі консольні греблі споруджують з глибокими анкерами (анкерними зубами) у вигляді тросів або стрижнів, на нескельній — з ростверковими полями.
Консольна гребля характеризується економічною формою профілю, при її зведенні витрачається менше (порівняно з гравітаційною греблею) бетону.